# Landelijk Vlaanderen
Landelijk Vlaanderen (LV) is een belangenorganisatie en vzw van land-, bos- en natuureigenaars en beheerders in Vlaanderen.
Sinds 2021 is Guido Mulier voorzitter van de vereniging. Landelijk Vlaanderen publiceert een driemaandelijks ledenblad, De Landeigenaar.

## Geschiendenis
Landelijk Vlaanderen is ontstaan in 2003 uit de samenwerking van de Vlaamse Landeigendom (1992) met het Syndicaat van Boseigenaars en Houtproducenten in Vlaanderen in de schoot van de Koninklijke Belgische Bosbouw Maatschappij (KBBM) (1893).
Landelijk Vlaanderen en andere plattelandspartners hebben een vzw opgericht onder de naam Platform Buitengebied. 
Landelijk Vlaanderen beheert ook samen met de jachtsector een vzw onder de naam van Stichting Behoud Natuur en Leefmilieu (SBNL). 
De Waalse zustervereniging is Nature, Terre, Forêts (NTF).
Landelijk Vlaanderen is lid van de Europese koepel van privélandbeheerders, onder de naam van European Landowners Organisation (ELO), gevestigd in Brussel. ELO wordt op zijn beurt ondersteund door een internationale organisatie van grotere landbeheerders onder de naam van Friends of the Coutryside.

## Voorzitters
- Philippe Casier ( - 2016)
- Christophe Lenaarts (2016 - 2021)
- Guido Mulier (2021 - )